# 아발론
아발론(라틴어: Avalon, 웨일스어: Ynys Afallon 이니스 아팔론)은 브리튼섬에 있었다고 여겨지는 전설상의 섬이다. 고대 영어로 사과를 뜻하는 아발(abal)에서 유래한 말로 추정되며, 실제로 켈트족 출신의 시인 탈리에신은 아발론을 사과의 섬(Isle of the Apples)이라 불렀다. 이러한 해상 낙원의 개념은 인도유럽계 신화의 전형적인 특징이라고 할 수 있으며, 켈트 신화의 티르 나 노그나 그리스 신화의 헤스페리데스 등의 예를 들 수 있다.
또한 아리마태아의 요셉이 브리튼을 방문하여 세운 영국 최초의 교회라는 주장도 있다. 이 경우의 아발론 섬의 장소는, 오늘날의 글래스톤베리 지방이 가장 유력하다.

## 아서왕 전설
아서왕 전설에 따르면, 아발론은 아서왕의 시신이 잠들어 있는 장소이다. 캄란 전투에서 사생아 모드레드에 의해 치명상을 입은 아서왕은 자신의 평안과 위안을 위해 아버지 다른 누이이자, 유리엔왕의 왕비 모르간, 북 갤리스의 왕비, 그리고 호수의 왕비(비비안, 또는 니뮤에)등 세 명의 왕비들에 의해 배로 옮겨져 이 섬에서 최후를 맞이했다고 한다. 그러나 또다른 전설에 의하면, 아서왕은 미래에 브리튼에 크나큰 위기가 닥쳤을 때 눈을 뜨기 위해 단지 아발론에서 잠들어 있을 뿐이라고 한다. 아서왕과 아발론은 12세기의 역사 저작가인 몬머스의 제프리의 저서 《브리타니아 열왕기》에서 처음 등장한다.

## 같이 보기
- 아눈
- 휘페르보레아
- 툴레
- 티르 너 노그